# Gut Müllenark

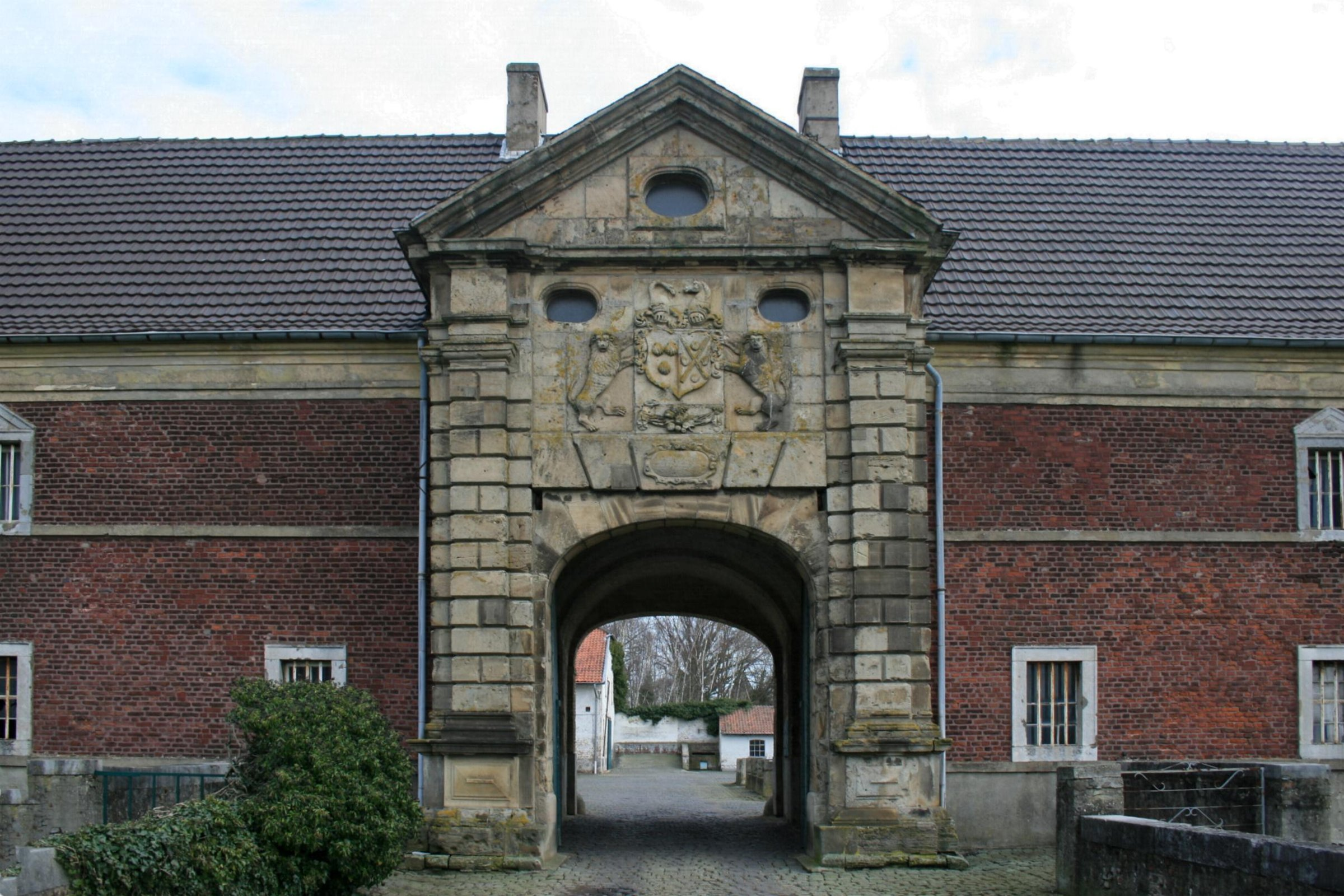
Torbau von Gut Müllenark

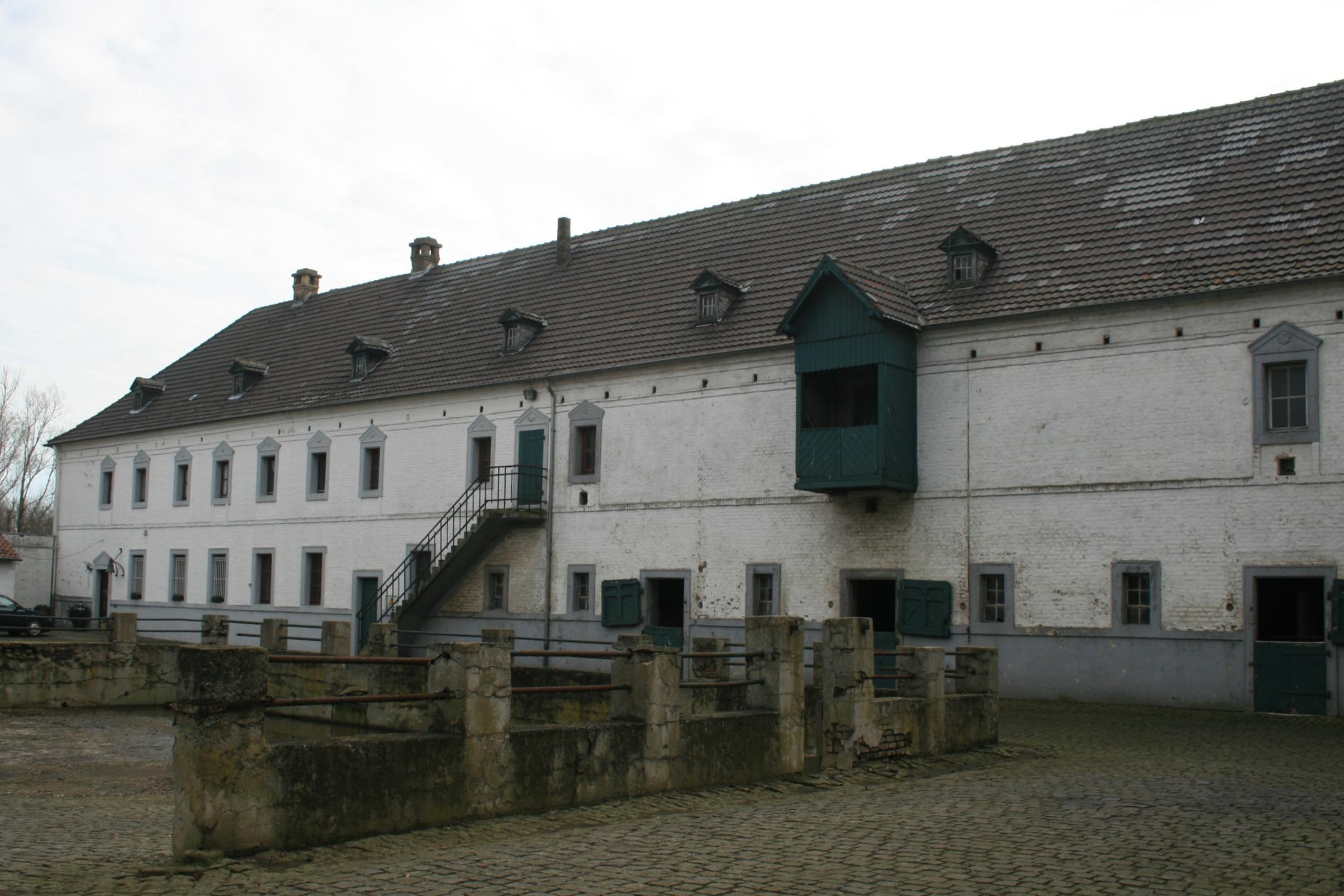
Burg Müllenark

Das Gut Müllenark, auch Burg Müllenark genannt, steht in der Nähe von Schophoven, einem Ortsteil von Inden (Rheinland) im Kreis Düren in Nordrhein-Westfalen. Es steht unter Denkmalschutz.

## Geschichte
Müllenark war noch im 14. Jahrhundert ein Dorf mit einer um 1300 urkundlich erwähnten Pfarrkirche. Das gleichnamige Adelsgeschlecht zählte im Mittelalter zu den bedeutendsten des Herzogtums Jülich.
Gerhard von Molenark, der 1129 in einer Urkunde genannt wird, ist der erste dieser Familie, der namentlich bekannt ist. Der berühmteste derer von Molenark ist Heinrich I. von Müllenark, der von 1225 bis 1238 Erzbischof von Köln war. Während der zahlreiche kriegerischen Auseinandersetzungen zwischen den Kölner Erzbischöfen und dem Jülicher Fürstenhaus belagerte Graf Wilhelm IV. von Jülich Gut Müllenark 1234 vergeblich. Dann zog er nach Rövenich ab, um dem Heer des Erzbischofs ein Treffen zu liefern. Bevor es zur Schlacht kam, konnte jedoch auf dem Verhandlungsweg ein Friede erreicht werden.
1249 heiratete Mathilde von Molenark, keine Geringere als die Nichte der Kölner Erzbischöfe Heinrich von Molenark und Konrad von Hochstaden, Walram von Jülich, einen Sohn Wilhelms IV. Vater und Sohn nahmen die für sie einmalige Gelegenheit wahr und bemächtigten sich des Gutes Müllenark, mussten es aber schließlich doch an den rechtmäßigen Besitzer, Konrad von Molenark, zurückgeben. Das Anwesen blieb in der Folgezeit kölnisches Lehen. Die Jülicher Grafen, denen diese erzbischöfliche Enklave mitten im eigenen Machtbereich äußerst unangenehm war, nahmen die Burg später jedoch erneut in Besitz. Der Streit mit der Familie von Molenark gipfelte in einem Gerichtsverfahren, das 1317 mit einem Urteil zugunsten diese Adelsgeschlechts endete.
Folgende Familienmitglieder waren auch Herren von Drove: 1264 Huneken, Sohn Cunos von Mullenarken, 1290 Rener genannt Hunkin  van Mulinarken, 1306 Rener, Ritter van Drova und Mulinarken, genannt Hongin.
Im 14. Jahrhundert wurden die Familien Hoen von Müllenark, später die Banritzer von Müllenark, die auf der Burg wohnten, nicht mehr als erzbischöfliche, sondern als Jülicher Lehensleute genannt. Nach dem Tod des letzten Banritzer von Müllenark zu Beginn des 15. Jahrhunderts teilen seine Schwager Dietrich von Langel und Johann von Eynenberg Müllenark und die dazugehörigen Ländereien. Durch die Heirat mit von Langels Tochter kam Dietrich von Hanxler 1466 in den Besitz der einen Hälfte des Anwesens.
Sehr bedeutend für die Geschichte des Anwesens war Gerhard von Hanxler, der Sohn Dietrichs. Er führte in der ersten Hälfte des 16. Jahrhunderts auf Müllenark wichtige bauliche Veränderungen durch. Die Grundmauern der unter seiner Bauherrschaft errichteten Hauptburg sind heute noch erhalten. Vor allem der noch im Unterbau bestehende Batterieturm an der Nordostecke der Hauptburg mit seinen vier Meter dicken Backsteinmauern ist beeindruckend. Er war selbst mit den im 15. Jahrhundert aufgekommenen Pulvergeschützen nicht zu brechen. Die Aufgabe, die Nordfront der ursprünglich wesentlich schmaleren Vorburg zu schützen, verlor der Batterieturm bereits mit deren Neubau im 17. Jahrhundert.
Heinrich von Mirbach, der Schwiegersohn Gotthards von Hanxler, war der nächste Besitzer des Gutes. Nachdem die Linie derer von Mirbach 1626 auf Müllenark ausstarb, kam es zum Streit zwischen zwei Erbschaftsparteien. Der spanische Oberst von Rovelli nahm das Anwesen mit Waffengewalt kurzentschlossen in Besitz.
1668 wurde Johann Wilhelm von Metternich neuer Besitzer von Gut Müllenark. Metternich war nämlich der Erbe der Familie Eynenberg, die 1466 das Anwesen gemeinsam mit denen von Langel besessen hatte. Doch weder die von Eynenberg noch ihre Erben hatten sich in der Folgezeit viel um Müllenark gekümmert. Anders verhielt sich Johann Wilhelm von Metternich, der den Besitz nach über 200 Jahren wieder vereinte, indem er den Mirbachschen Anteil käuflich erwarb. Metternich errichtete 1670 auch den dreiflügeligen barocken Neubau der Vorburg, deren Westfront mit dem großen Korbbogentor immerhin 85 Meter lang ist.
Die Familie Metternich verschuldete sich im folgenden Jahrhundert sehr. Laut Gerichtsbeschluss wurde Müllenark 1769 zum öffentlichen Verkauf freigegeben. Wieso das Anwesen trotzdem im Besitz derer von Metternich blieb, ist nicht ganz klar. Es scheint, als ob die verwandte Familie von Villers-Masbourg den bankrotten Bewohnern von Müllenark finanziell unter die Arme gegriffen hätte.
Nach dem Tod der Anna Maria von Metternich 1818 fiel das Anwesen an die von Villers-Masbourg. Im letzten Viertel des 19. und im ersten Jahrzehnt des 20. Jahrhunderts steuerte Müllenark, das nun nicht mehr Wohnsitz einer adeligen Familie war, dem Verfall entgegen. 1909 erwarb es auf einer Versteigerung der gräflich Villers-Masburgschen Güter die Familie Honnerbach aus Hamm. Noch vor dem Ersten Weltkrieg erwarben es dann die Dürener Metallwerke. Um 1920 wurde an der Stelle des alten, ruinösen Herrenhauses ein neues Wohnhaus errichtet.
Die Dürener Metallwerke verkauften Gut Müllenark 1930 an die Familie Axer, die es 1932 an die Familie Schagen veräußerte. 1952 erwarb die Familie Rolfes den Besitz, der Ende der 1970er Jahre an die Vereinigung „Union zur Hilfe für in Not befindliche Menschen in der Gesellschaft“ überging. Seit dem 1. November 1980 ist RWE neuer Besitzer. Die Familie Lanckohr bewirtschaftete Müllenark seit 1957. Nach dem Besitzübergang von Gut Müllenark an die heutige RWE stellte die Familie Lanckohr die Bewirtschaftung ein. Auf Gut Müllenark sind lediglich noch zwei Wohneinheiten bewohnt, ansonsten liegen die Gebäude brach, sind aber in gutem Zustand. Die Ländereien sind von RWE an einen Landwirt aus der Gemeinde Inden verpachtet worden. Zum Gut gehören noch ca. 7,8 ha Land.